# Kanton Calais-Centre
Calais-Centre (Nederlands: Calais-Centrum) is een voormalig kanton van het Franse departement Pas-de-Calais. Het kanton maakte deel uit van het arrondissement Calais.
Tijdens de reorganisatie in maart 2015 werd het kanton opgeheven en ging het op in het kanton Calais-2.

## Gemeenten
Het kanton Calais-Centre omvatte de volgende gemeenten:
- Les Attaques
- Calais (deels, hoofdplaats)
- Coulogne